# حاسوب صناعي

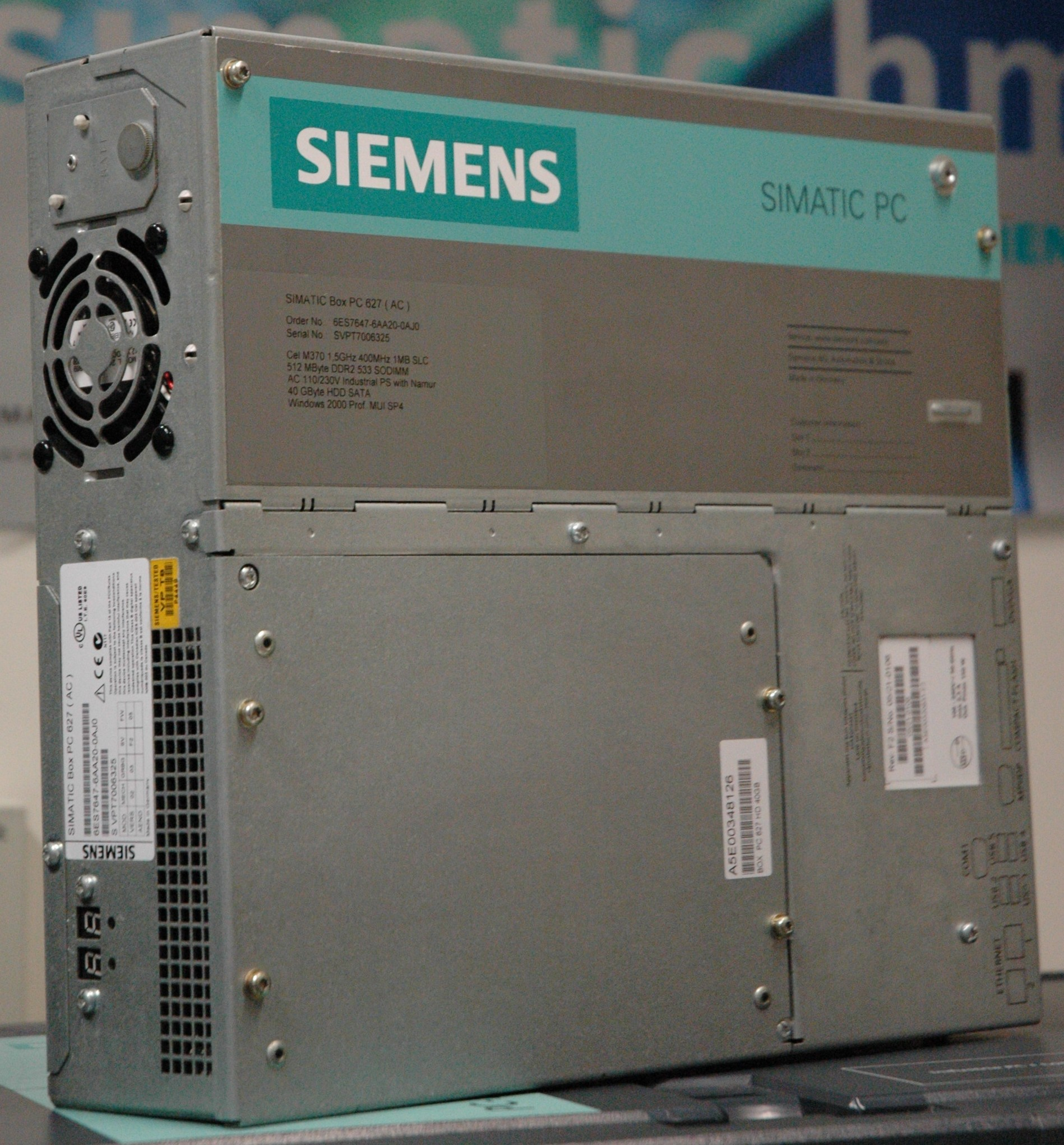
الحاسوب الصناعي سيمنز سيماتيك بي سي

الحاسوب الصناعي هو نظام حوسبة للتطبيقات الصناعية قائم على حاسوب شخصي إصدار x86.

## معلومات تاريخية
أطلقت شركة آي بي إم الحاسوب الصناعي 5531 في عام 1984، ويمكن القول بأنه أول «حاسوب صناعي». وتم إطلاق الحاسوب الصناعي آي بي إم 7531، وهو الإصدار الصناعي من الحاسوب آي بي إم أيه تي الذي تم إطلاقه في 21 مايو 1985. وقد قدمت شركة إندستريال كمبيوتر سورس في البداية الحاسوب الصناعي 6531 في عام 1985. وكان هذا عبارة عن حاسوب صناعي خاص حامل مقاس 19 بوصة يتم تركيبه على حامل يتكون من 4 وحدات ويعمل باستخدام اللوحة الأم المستنسخة من آي بي إم.

## التطبيقات
تُستخدم الحواسيب الصناعية في المقام الأول لمراقبة العمليات و/أو الحصول على البيانات. وفي بعض الحالات، يُستخدم الحاسوب الصناعي فقط كواجهة أمامية لحاسوب تحكم آخر في بيئة المعالجة الموزَّعة. ويمكن تخصيص كتابة البرمجيات لتطبيق مُعيَّن أو حزمة جاهزة مثل وندر وير (Wonder Ware) أو لابتك نوتبوك (Labtech Notebook) أو لابفيو (LabView) حيث يمكن استخدامها لتوفير مستوى أساسي من البرمجة.
قد يتطلب أي تطبيق الإدخال/الإخراج مثل المنفذ التسلسلي المتوفر في اللوحة الأم. وفي حالاتٍ أخرى، يتم تثبيت بطاقات التوسعة لتوفير الإدخال/الإخراج التناظري والرقمي وواجهة جهاز محددة ومنافذ اتصالات موسّعة وما إلى ذلك، وفق حاجة التطبيق.
توفر الحواسيب الصناعية مزايا تختلف عن الحواسيب الشخصية الاستهلاكية من حيث الموثوقية والتوافق وخيارات التوسع والإمداد طويل المدى.
تتميز الحواسيب الصناعية عادةً بأنه يتم تصنيعها بكميات أقل من الحواسيب المنزلية أو المكتبية. ومن أكثر فئات الحواسيب الصناعية شيوعًا تلك المثبتة على حامل مقاس 19 بوصة. وعادة ما تفوق تكلفة الحواسيب الصناعية تكلفة الحواسيب المكتبية المناظرة ذات الأداء المماثل بشكل كبير. ويُستخدم الحاسوب أحادي اللوحة ولوحات التوصيل في المقام الأول في أنظمة الحاسوب الصناعي. ومع ذلك، يتم تصنيع معظم أجهزة الحواسيب الصناعية باستخدام لوحات أم للبرمجيات التجارية الجاهزة (COTS).
تشمل المجموعة الفرعية من الحواسيب الصناعية حاسوبًا لوحيًا حيث يتم دمج شاشة، عادة ما تكون شاشة العرض البلوري السائل (LCD)، في نفس هيكل اللوحة الأم مع غيرها من الإلكترونيات. وتكون كل هذه الأجزاء عادةً مثبتة على لوحة وغالبًا ما تتضمن شاشات تعمل باللمس من أجل تفاعل المُستخدم. وتتوافر في إصدارات منخفضة التكلفة بدون تسرّب بيئي وفي طرز فائقة التحمل للمهام الشاقة متوافقة مع معايير IP67 لمقاومة الماء في اللوحة الأمامية بما في ذلك الطرز التي تكون مقاومة للانفجارات من أجل التثبيت في بيئات خطرة.

## التكوين والسمات
بشكل فعلي، تشترك جميع الحواسيب الصناعية في فلسفة التصميم الأساسية المختصة بتوفير بيئة مُحكمة للإلكترونيات المُثبّتة بالحاسوب لتفي بالمتطلبات الصارمة لأرضية المحطة. وقد يتم اختيار المكونات الإلكترونية نفسها بسبب قدرتها على تحمل درجات حرارة التشغيل الأكثر انخفاضًا وارتفاعًا من المكونات التجارية القياسية.
- تكوين معدني أثقل بالمقارنة مع الحاسوب غير المتين المكتبي القياسي
- تصميم حاوية يمكن تثبيته في أي مكان في البيئة المحيطة (حامل مقاس 19 بوصة والتثبيت على الحائط أو التثبيت على لوحة، وما إلى ذلك).
- تبريد إضافي مع تصفية الهواء [4][5]
- أساليب تبريد بديلة مثل التبريد بالهواء المندفع أو بالسائل أو بالتوصيل
- حجز بطاقة التوسعة ودعمها
- استخدام فلاتر وحشيات محسنة للتداخل الكهرومغناطيسي (EMI)
- حماية بيئية مُعززة مثل: مقاومة الغبار، ورذاذ الماء، والغمر، ما إلى ذلك.
- مواصفات لغة الآلة المستقلة مُحكمة الإغلاق أو موصِّلات لغة الآلة المستقلة الدائرية
- عناصر تحكم وميزات أكثر قوةً
- مزود طاقة أكثر تقدمًا
- وصول متحكم به لعناصر التحكم عبر استخدام أبواب التأمين
- دخول متحكم به لعناصر الإدخال/الإخراج من خلال استخدام أغطية الدخول
- تضمين موقت الحماية لإعادة ضبط النظام تلقائيًا في حالة قفل البرمجيات